# No estoy loca
No estoy loca es una película chilena dirigida por Nicolás López usando casi el mismo elenco de su anterior producción Sin filtro y fue estrenada el 4 de enero de 2018. Está basada en la película Girl, Interrupted (1999) de James Mangold.
Con actuación principal de Paz Bascuñán y actuaciones antagónicas de Marcial Tagle y  Fernanda Urrejola ha sido un éxito en la taquilla en el primer mes en cartelera con 600.000 espectadores.
En junio de 2025 una encuesta de Cadem mencionó a No estoy loca como la quinta «mejor película chilena de la década».

## Trama
Carola (Paz Bascuñán) lleva una vida aparentemente perfecta, salvo por la constante presión de su madre para que tenga hijos y la sensación creciente de que su relación con su esposo, Fernando (Marcial Tagle), no anda bien. El día después de su 38.º cumpleaños, su madre (Gabriela Hernández) la programa para una cita con un renombrado ginecólogo, quien le informa que es infértil. Esa misma noche, su esposo y su mejor amiga, Maite (Fernanda Urrejola), le confiesan que han mantenido una relación durante los últimos dos años y que están esperando un hijo, al que planean llamar Dante, como el fallecido padre de Carola. Esta situación desencadena una crisis en Carola, quien, en estado de ebriedad, cae del tejado de su casa y despierta internada en la clínica psiquiátrica "Edén". En ese lugar, conocerá a una diversa gama de personajes y llegará a descubrir y aceptar verdades cruciales sobre su vida.

## Reparto
- Paz Bascuñán como Carolina.
- Marcial Tagle como Fernando.
- Antonia Zegers como Silvia.
- Fernanda Urrejola como Maite.
- Ignacia Allamand como Isidora.
- Gabriela Hernández como Mamá de Carolina.
- Carolina Paulsen como Estefanía
- Josefina Cisternas como Lorenza.
- Ariel Levy como Alejandro.
- Alison Mandel como "la chica Piña".
- Ramón Llao como Ramón
- Loreto Aravena como Emilia
- Marisol Camiroaga como ella misma.
- Luis Pablo Román